# Marian Foik

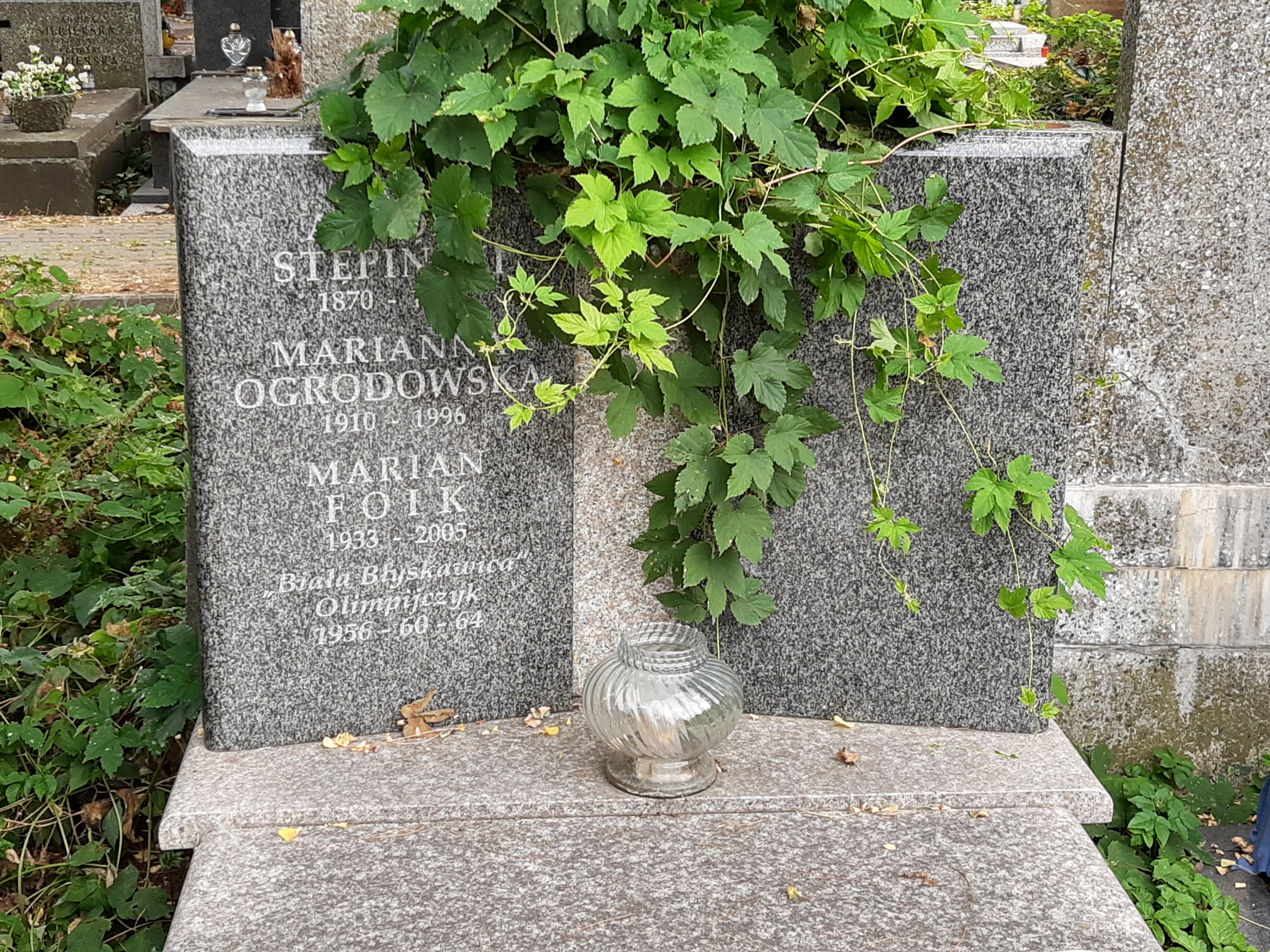
Grób Mariana Foika na cmentarzu Bródnowskim

Marian Foik (ur. 6 października 1933 w Bielszowicach, obecnie dzielnica Rudy Śląskiej, zm. 20 maja 2005 w Warszawie) – polski sportowiec, lekkoatleta, olimpijczyk, medalista olimpijski i mistrzostw Europy. Nazywany był "białą błyskawicą" (White Lightning).
Jego koronną konkurencją był bieg na 200 metrów, w której największym jego osiągnięciem był srebrny medal na mistrzostwach Europy. Wielokrotnie startował również w polskiej sztafecie 4 × 100 metrów – zdobył w niej srebrny medal na mistrzostwach Europy w 1962 w składzie Juskowiak, Zieliński, Syka i Foik oraz srebrny medal igrzysk olimpijskich w 1964 w składzie Zieliński, Maniak, Foik i Dudziak.
Na krajowych bieżniach dominował przez 10 lat – od 1955 do 1965, zdobywając w tym okresie 18 tytułów mistrza Polski: w biegu na 100 metrów (1955, 1957, 1958, 1960, 1961, 1964), w biegu na 200 metrów (1955, 1958, 1959, 1961, 1963, 1964) oraz w sztafecie 4 × 100 metrów (1955, 1958, 1961, 1963-1965). Trzydzieści razy ustanawiał nowe rekordy kraju w biegach na 100 m i 200 m oraz w sztafecie 4 x 100 m.
Jego rekordy życiowe to: 
- 100 m – 10,2 sek. (15 lipca 1961, Szczecin),
- 200 m – 20,6 sek. (31 lipca 1960, Łódź),
- 400 m – 48,9 sek. (28 czerwca 1963, Warszawa).

W 1964 biegacz został odznaczony Krzyżem Oficerskim Orderu Odrodzenia Polski.
Był zawodnikiem kolejno: Spójni Katowice, Technika Zamość, CWKS Warszawa później nazwanego Legia i Śląska Wrocław.
Pochowany na cmentarzu Bródnowskim w Warszawie (kwatera 28C-2-27).

## Ważniejsze starty
- igrzyska olimpijskie:
  - Melbourne 1956: 100 m – odpadł w półfinale, 4 × 100 m – 6. miejsce
  - Rzym 1960: 100 m – odpadł w półfinale, 200 m – 4. miejsce, 4 × 100 m – zdyskwalifikowani
  - Tokio 1964: 200 m – 6. miejsce, 4 × 100 m – 2. miejsce

- mistrzostwa Europy:
  - ME 1958: 100 m – 6. miejsce, 4 × 100 m – odpadli w eliminacjach
  - ME 1962: 100 m – 6. miejsce, 200 m – 2. miejsce, 4 × 100 m –  2. miejsce

Trener: Gerard Mach.

## Upamiętnienie
25 listopada 2021 Rada Miasta Ruda Śląska podjęła uchwałę w sprawie nadania plantom mieszczącym się w Rudzie Śląskiej przy ulicy Piotra Czajkowskiego (dzielnica Wirek) nazwy "Planty imienia Mariana Foika".
Nazwisko sportowca pada w tekście piosenki zespołu Filipinki Serwus, panie chief:

Inaczej biega dziś agregat, 
Po prostu jak sam Foik.